# Moviment Hawaià de la Sobirania

La bandera invertida Hawaiana representa el Regne de Hawaii en perill i és el símbol principal del Moviment de la Sobirania Hawaiana

El Moviment Hawaià de la Sobirania és un moviment que busca una major autonomia per a Hawaii. El moviment de sobirania hawaià, en general, considera il·legals el derrocament del Regne de Hawaii l'any 1893 i la seva posterior annexió per part dels Estats Units d'Amèrica. D'aquesta manera, cerca alguna forma de major autonomia per a les illes, com a lliure associació o, fins i tot, la independència dels Estats Units. El moviment també veu Hawaii com un país il·legalment ocupat.